# Listă de filme de acțiune din 2001
Aceasta este o listă de filme de acțiune din 2001:
| Titlu                    | Regizor                    | Actori                                              | Țară                                                           | Sub-Gen/Note          |
| ------------------------ | -------------------------- | --------------------------------------------------- | -------------------------------------------------------------- | --------------------- |
| 3000 Miles to Graceland  | Demien Lichtenstein        | Kurt Russell, Kevin Costner, Courteney Cox Arquette | Statele Unite ale Americii                                     | [ 1 ]                 |
| The Accidental Spy       | Teddy Chan                 | Jackie Chan, Eric Tsang, Vivian Hsu                 | Hong Kong                                                      | [ 2 ]                 |
| Behind Enemy Lines       | John Moore                 | Gene Hackman, Owen Wilson                           | Statele Unite ale Americii                                     | [ 3 ]                 |
| Brotherhood of the Wolf  | Christophe Gans            | Samuel Le Bihan, Mark Dacascos, Émilie Dequenne     | Franța                                                         | film de arte marțiale |
| Bullets of Love          | Andrew Lau                 | Ronald Cheng, Leon Lai, Asaka Seto                  | Hong Kong                                                      | [ 5 ]                 |
| Cowboy Bebop: The Movie  | Shinichiro Watanabe        |                                                     | Japonia                                                        | [ 6 ]                 |
| Double Take              | George Gallo               | Orlando Jones, Eddie Griffin, Edward Herrmann       | Statele Unite ale Americii                                     | acțiune, comedie      |
| Driven                   | Renny Harlin               | Sylvester Stallone, Burt Reynolds, Kip Pardue       | Statele Unite ale Americii                                     | [ 8 ]                 |
| Exit Wounds              | Andrzej Bartkowiak         | Steven Seagal, DMX, Isaiah Washington               | Statele Unite ale Americii                                     | [ 9 ]                 |
| The Fast and the Furious | Rob Cohen                  | Paul Walker, Vin Diesel, Michelle Rodriguez         | Statele Unite ale Americii                                     | [ 10 ]                |
| Formula 51               | Ronny Yu                   | Samuel L. Jackson, Robert Carlyle, Emily Mortimer   | Regatul Unit al Marii Britanii și al Irlandei de Nord · Canada | [ 11 ] [ 12 ]         |
| Fulltime Killer          | Johnny To                  | Andy Lau, Takashi Sorimachi, Simon Yam              | Hong Kong                                                      | [ 13 ]                |
| Ghosts of Mars           | John Carpenter             | Ice Cube, Natasha Henstridge, Jason Statham         | Statele Unite ale Americii                                     | [ 14 ]                |
| Kiss of the Dragon       | Chris Nahon                | Jet Li, Bridget Fonda                               | Franța · Statele Unite ale Americii                            | acțiune thriller      |
| A Knight's Tale          | Brian Helgeland            | Heath Ledger                                        | Statele Unite ale Americii                                     | [ 16 ]                |
| My Wife is a Gangster    | Jo Jin-gyu                 | Shin Eun-gyeong, Park Sang-myeon, Ahn Jae-mo        | Coreea de Sud                                                  | [ 17 ]                |
| The Musketeer            | Peter Hyams                | Catherine Deneuve, Mena Suvari, Stephen Rea         | Statele Unite ale Americii                                     | [ 18 ]                |
| The One                  | James Wong                 | Jet Li, Carla Gugino, Delroy Lindo                  | Statele Unite ale Americii                                     | [ 19 ]                |
| Onmyoji                  | Yojiro Takita              | Mansai Nomura, Hideaki Ito, Hiroyuki Sanada         | Japonia                                                        | film de arte marțiale |
| Pootie Tang              | Louis C.K.                 | Lance Crouther, Jennifer Coolidge, Wanda Sykes      | Statele Unite ale Americii                                     | acțiune, comedie      |
| The Princess Blade       | Shinsuke Sato              | Hideaki Ito, Yumiko Shaku, Shiro Sano               | Japonia                                                        | [ 22 ]                |
| Red Shadow               | Hiroyuki Nakano            | Masanobu Ando, Jun Murakami, Megumi Okina           | Japonia                                                        | [ 23 ]                |
| Replicant                | Ringo Lam                  | Jean-Claude Van Damme, Michael Rooker               | Statele Unite ale Americii                                     | [ 24 ]                |
| Running Out of Time 2    | Johnny To, Law Wing-cheung | Lau Ching-Wan, Ekin Cheng, Kelly Lin                | Hong Kong                                                      | [ 25 ] [ 26 ]         |
| Rush Hour 2              | Brett Ratner               | Jackie Chan, Chris Tucker                           | Statele Unite ale Americii                                     | [ 27 ]                |
| Shaolin Soccer           | Stephen Chow               | Stephen Chow, Zhao Wei, Ng Man Tat                  | Hong Kong                                                      | [ 28 ]                |
| Ticker                   | Albert Pyun                | Steven Seagal, Tom Sizemore, Dennis Hopper          | Statele Unite ale Americii                                     | [ 29 ]                |
| Volcano High             | Kim Tae-kyung              | Jang Hyeok, Shin Min-ah, Heo Jun-ho                 | Coreea de Sud                                                  | [ 30 ]                |
| Wasabi                   | Gérard Krawczyk            | Jean Reno, Ryōko Hirosue, Michel Muller             | Franța                                                         | [ 31 ]                |